# Lisbeth Olsen
Lisbeth Olsen är en dansk pornografisk skådespelare. Hon har även varit verksam under namnen Elisabeth Ols och Lisa Olsson.

## Filmografi (urval)
- 1974 – Nyckelhålet
- 1975 – I tvillingarnas tecken
- 1975 – Justine och Juliette
- 1976 – Bel Ami